# Санта-Мария-делла-Стекката
Санта-Мария-делла-Стекката (итал. La basilica magistrale di Santa Maria della Steccata — Учительская базилика Святой Девы Марии за изгородью) — церковь эпохи Возрождения в центре Пармы (Эмилия-Романья), Италия. Расположенa на улице Джузеппе Гарибальди, 5. Здание построено между 1521 и 1539 годами и возведено папой Бенедиктом XVI в достоинство малой базилики в 2008 году.
Название происходит от ограды (steccato) вокруг церкви. С 1718 года церковь является резиденцией рыцарского Константиновского ордена Святого Георгия (dell’Ordine costantiniano di San Giorgio). В церкви находится Музей Константиновского ордена Святого Георгия (il museo dell’Ordine costantiniano di San Giorgio).

## История
К 1492 году Мальтийские рыцари построили здесь небольшую капеллу, в которой предположительно находилась чудотворная икона, изображающая Святого Иоанна Крестителя; по другим данным написана фреской на внешней стене дома на Страда Сан-Барнаба (ныне Улица Гарибальди): здание затем стало резиденцией Братства имени Девы Благовещения (Confraternita intitolata alla Vergine Annunciata), которое озаботилось раздачей брачного приданого бедным девушкам, оставшимся без отцовской защиты.
К концу XIV века на фасаде Оратория (молельни) братства была создана картина с изображением кормящей грудью Мадонны (Madonna allattante), которая вскоре стала объектом особого поклонения жителей Пармы; из-за того, что территория здания была защищена оградой, возможно, построенной для регулирования притока многочисленных паломников, к этой святыне стали обращаться с титулом Мадонны делла Стекката. Чтобы лучше сохранить драгоценный образ, в 1521 году община решила построить большую церковь. 4 апреля 1521 года епископ Лоди Николо Урбани заложил первый камень здания: работы были поручены архитекторам Бернардино и Джован Франческо Закканьи да Торрекьяра, которые уже руководили строительством аббатской церкви Сан-Джованни, но которых, после некоторых разногласий в 1525 году сменил Джан Франческо д’Аграте; купол был построен между 1526 и 1527 годами по проекту Антонио да Сангалло Младшего, которого папа Климент VII отправил в Парму для выполнения некоторых работ в области военной архитектуры.
Церковь была освящена 24 февраля 1539 года кардиналом Джан Марией Чокки дель Монте, папским легатом в Парме и Пьяченце.

## Архитектура
Здание построено по типу греческого креста, с рукавами трансептов, расположенными на основных осях, четырьмя большими, симметрично расположенными апсидами, и четырьмя угловыми капеллами. Документы называют архитекторами здания Бернардино Закканьи и его сына Джованни Франческо, с изменениями Джан Франческо д’Аграте, который также работал над скульптурами, украшающими навершия базилики. Купол (1526—1527) приписывается Аграте, хотя он возведён с помощью Антонио да Сангалло Младшего. Церковь была окончательно освящена в 1539 году.
Тем не менее трудно установить, кто является автором основной планировочной идеи, которая напоминает решение, задуманное Браманте для собора Св. Петра в Ватикане; Джорджо Вазари в «Жизнеописаниях» утверждает, что церковь была построена, «как говорится, по замыслу и заказу Браманте» с типично «римским куполом» работы Сангалло. План напоминает церковь церковь Святой Марии Утешения в Тоди, однако имеется множество отличий: секции цилиндрического свода вставлены между арками креста и апсидами, а на внешних углах креста размещены капеллы.

## Интерьер и произведения искусства
В течение следующих столетий интерьер церкви украшали многие выдающиеся художники. Так, в мае 1531 года Пармиджанино получил заказ на фресковую роспись, прославляющую Деву Марию. Главной должна была стать сцена Коронования Девы. Работа бесконечно прерывалась, к 1539 году Пармиджанино полностью завершил лишь роспись арки пресвитерия, выдержанную в необычном для него классицистическом стиле. Исследователи видят в этой работе влияние росписей «Золотого зала» в Золотом доме императора Нерона, фресок Рафаэля в ватиканских Лоджиях и на Вилле Мадама. В церкви также хранятся две написанные Пармиджанино около 1523 года картины маслом на холсте, изображающие Святую Цецилию и царя Давида, обе изначально задуманные как органные створки.
Трибуна с барочным алтарем в хоре была начата Мауро Одди и завершена в 1758—1765 годах Андреа и Доменико делла Мескина. Главный алтарь включает знаменитую икону в позолоченной раме с херувимами и путти. Алтарь фланкирован двумя «соломоновыми» (витыми) колоннами. У основания находятся две статуи: Святого Иосифа и царя Давида, созданные Франческо и, позднее, Джованни Бараттой. В апсиде над алтарем находится большая фреска, изображающая Коронование Девы Марии со святыми (1541), написанная Микеланджело Ансельми. Он также расписал прилегающую к потолку фреску с изображением Поклонения волхвов.
Несколько маньеристская «Мадонна с Младенцем, святыми Иосифом и Георгием» была написана в 1718 году Маркантонио Франческини. Джироламо Маццола-Бедоли в 1605 году написал «Христа со святыми Антонием Падуанским и Магдалиной». Пармский художник Аурелио Барили в 1588 году также писал фрески. В украшении церкви принимали участие и многие другие эмилианские художники.

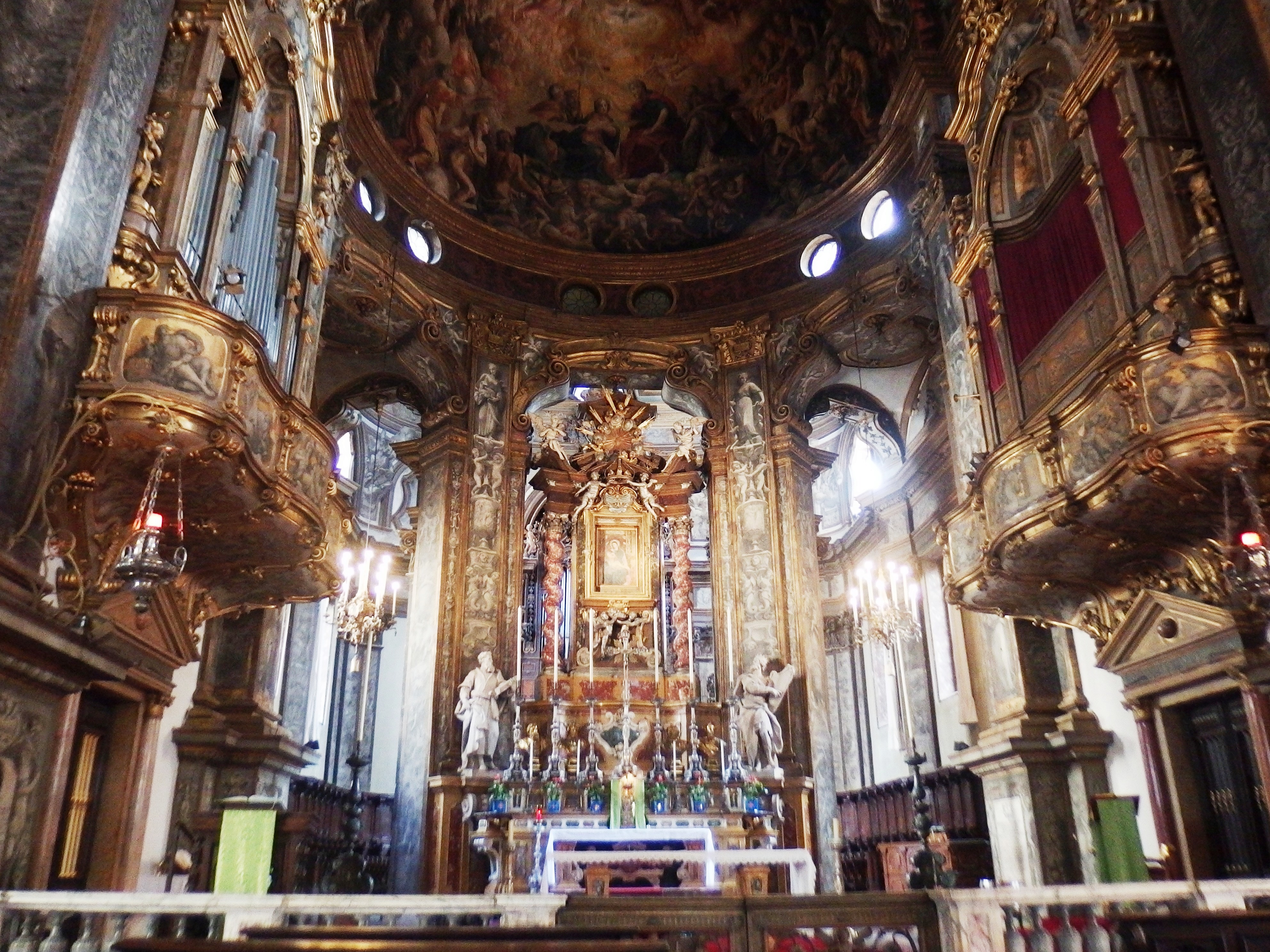
Интерьер. Вид на главный алтарь
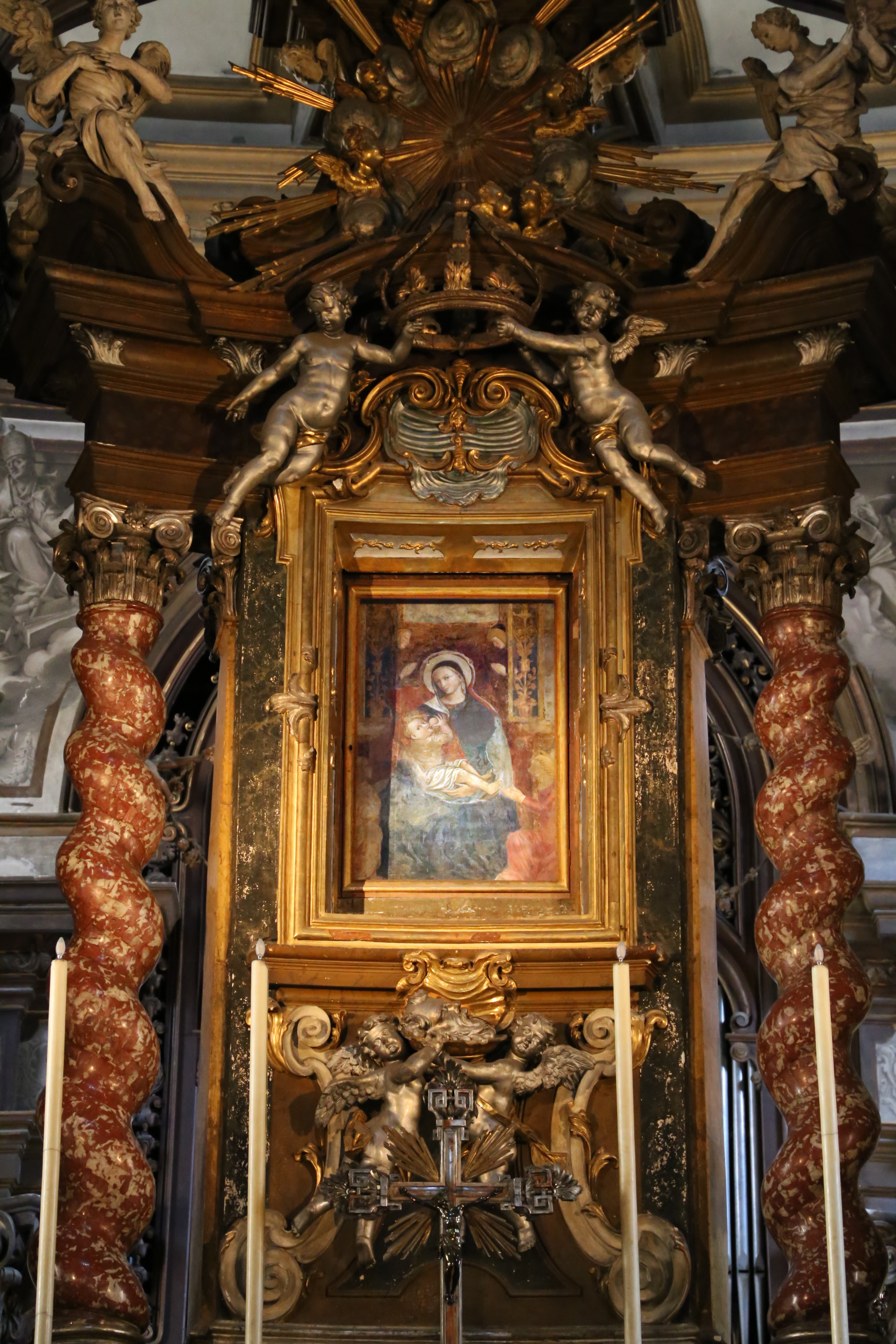
Главный алтарь (1758—1765) с иконой «Мадонна делла Стекката»
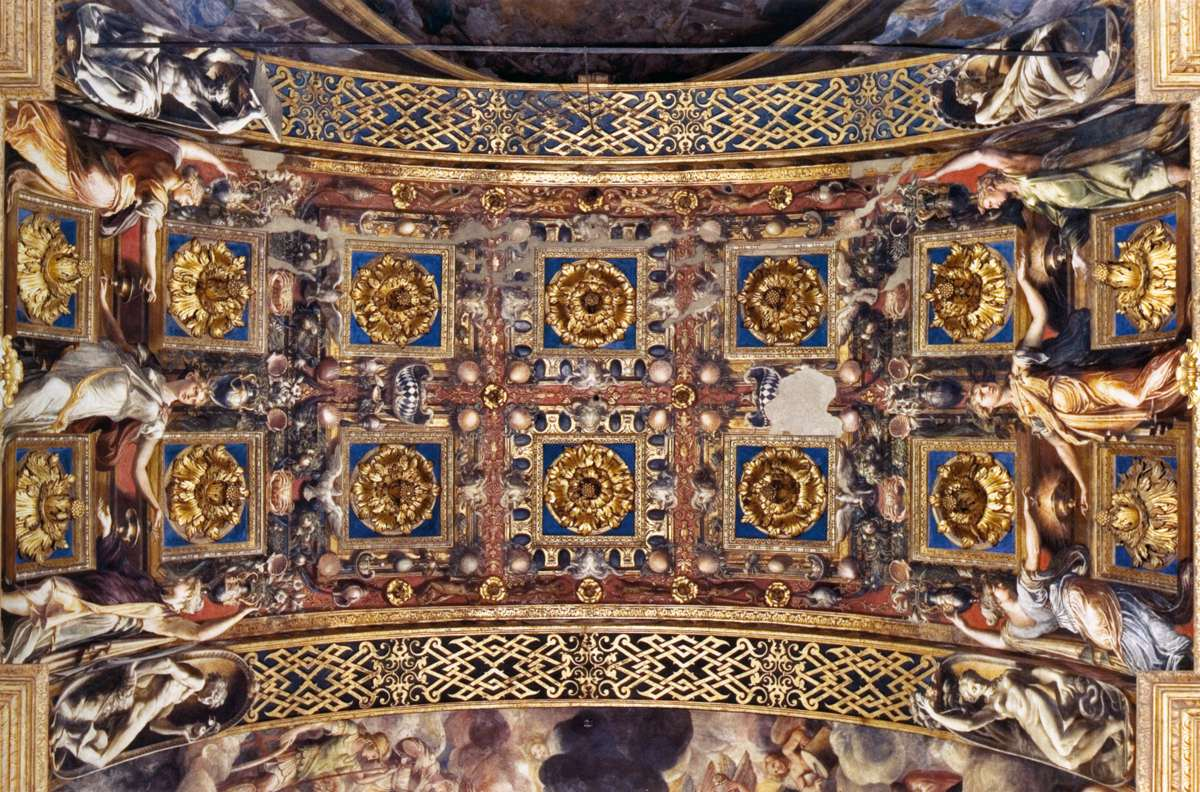
Пармиджанино. Три девы разумные и три девы неразумные. Роспись арки пресвитерия. 1531—1539
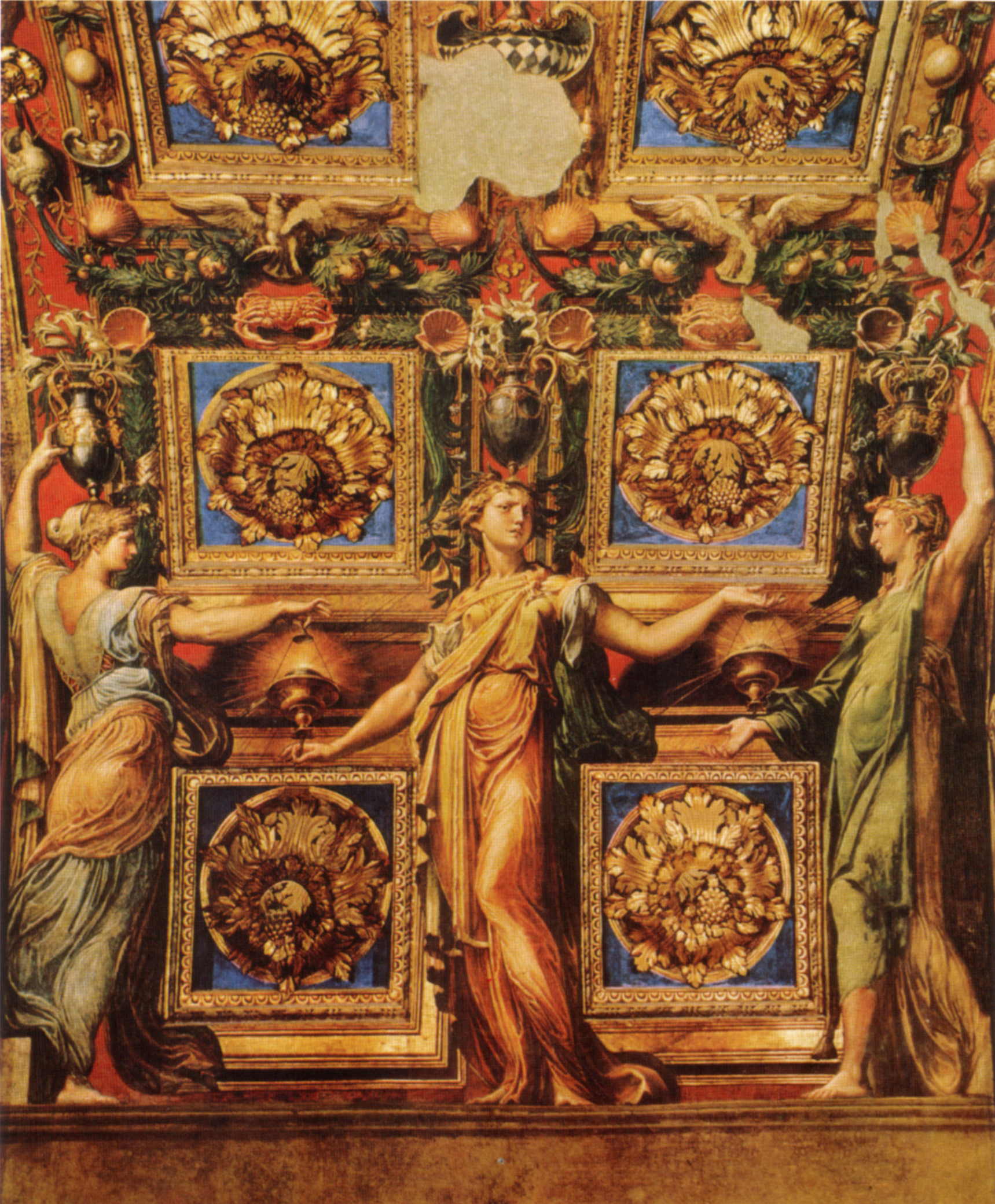
Деталь росписи
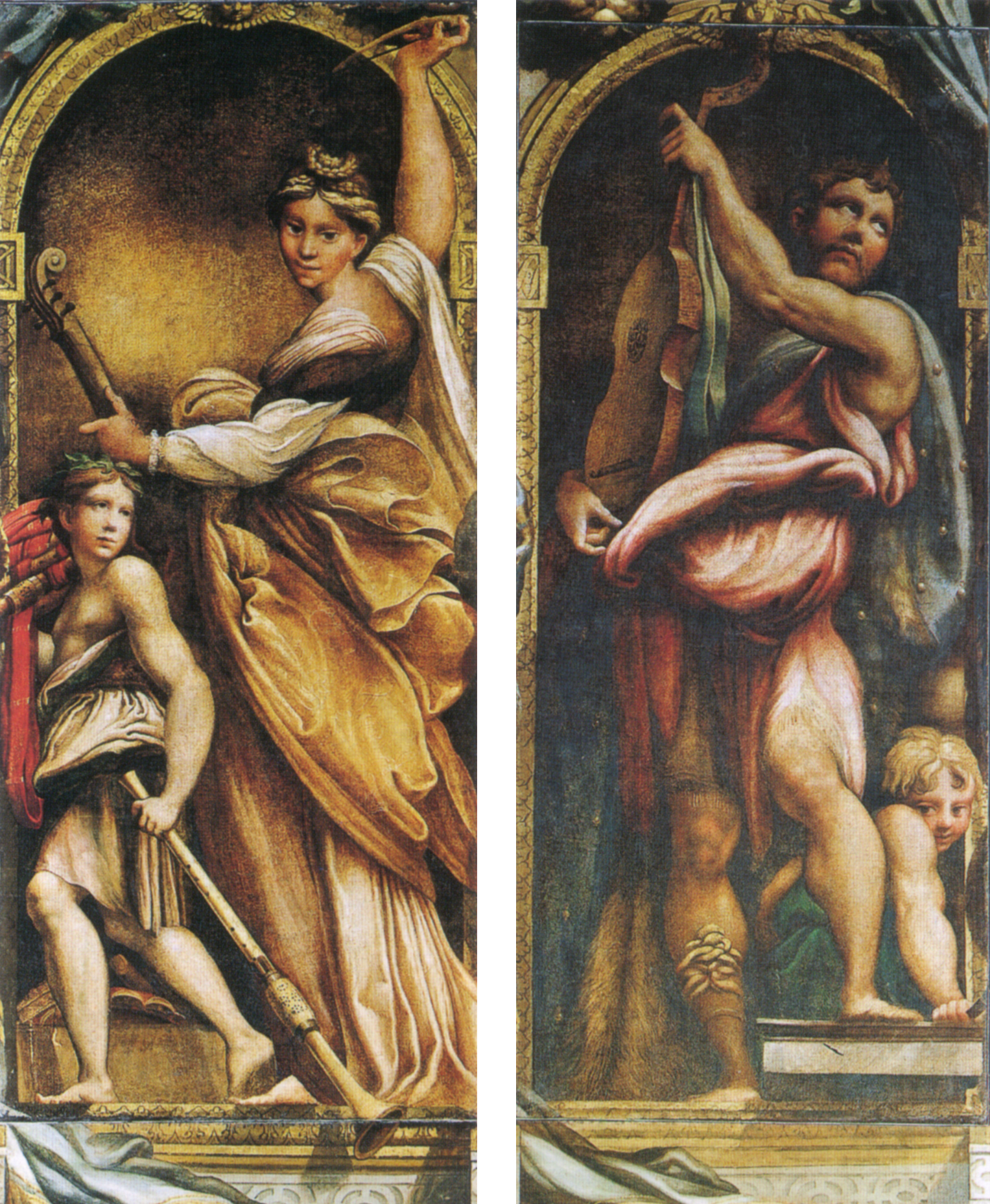
Пармиджанино. Святая Цецилия и царь Давид. 1523. Холст, масло
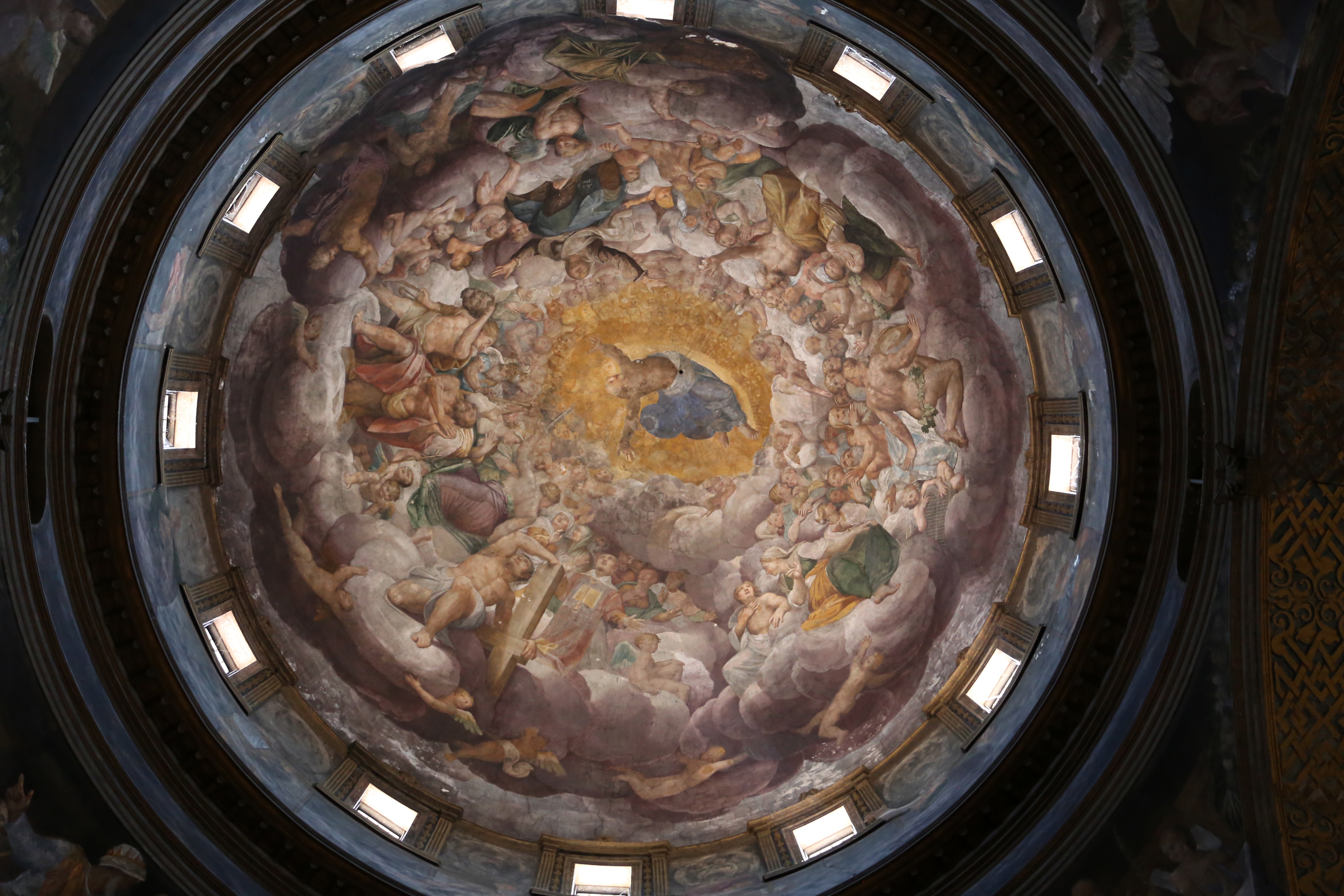
Б. Гатти. Вознесение Девы Марии. 1560—1572. Роспись купола
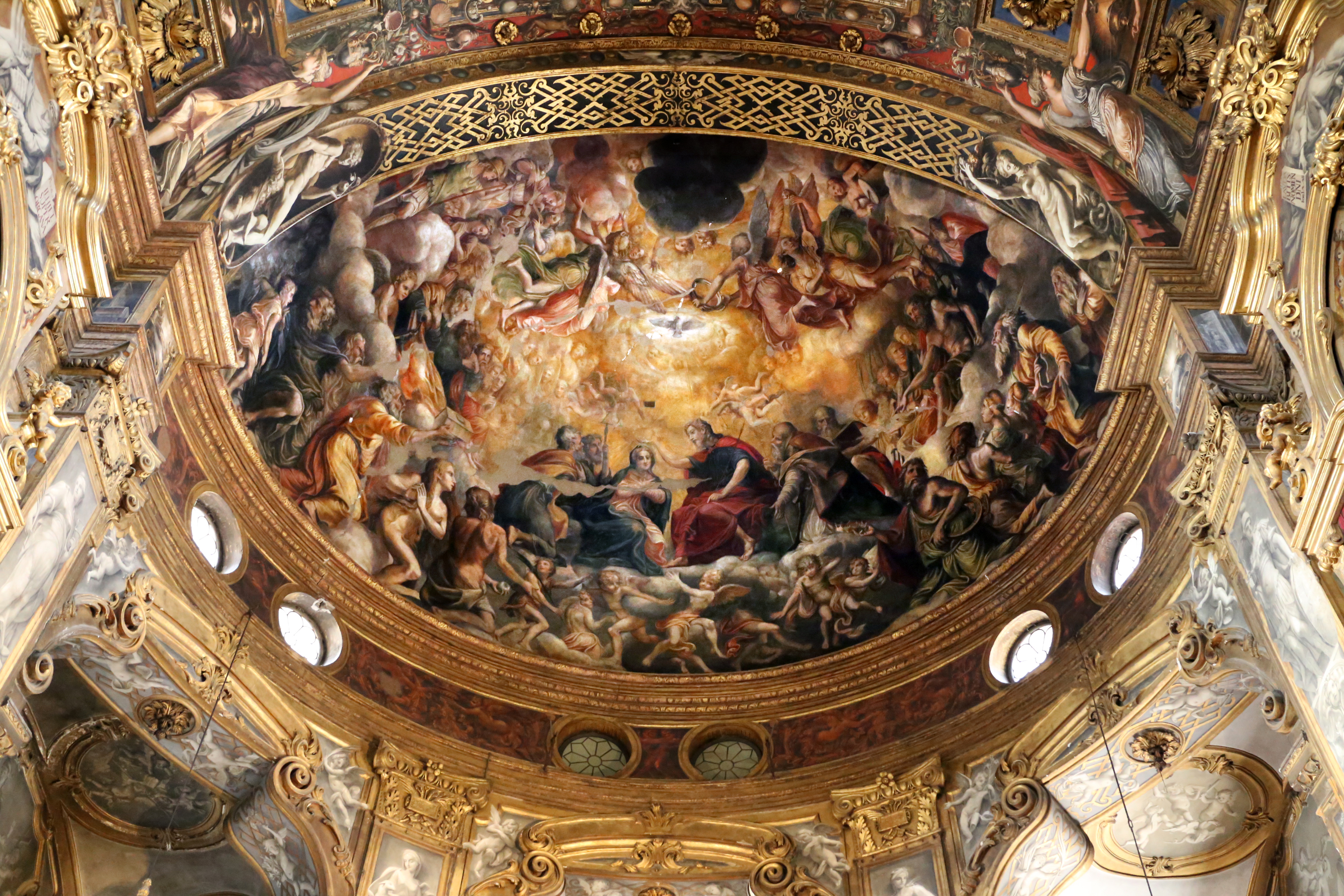
M. Ансельми. Коронование Девы Марии со святыми (по рисунку Джулио Романо). 1541. Фреска конхи апсиды
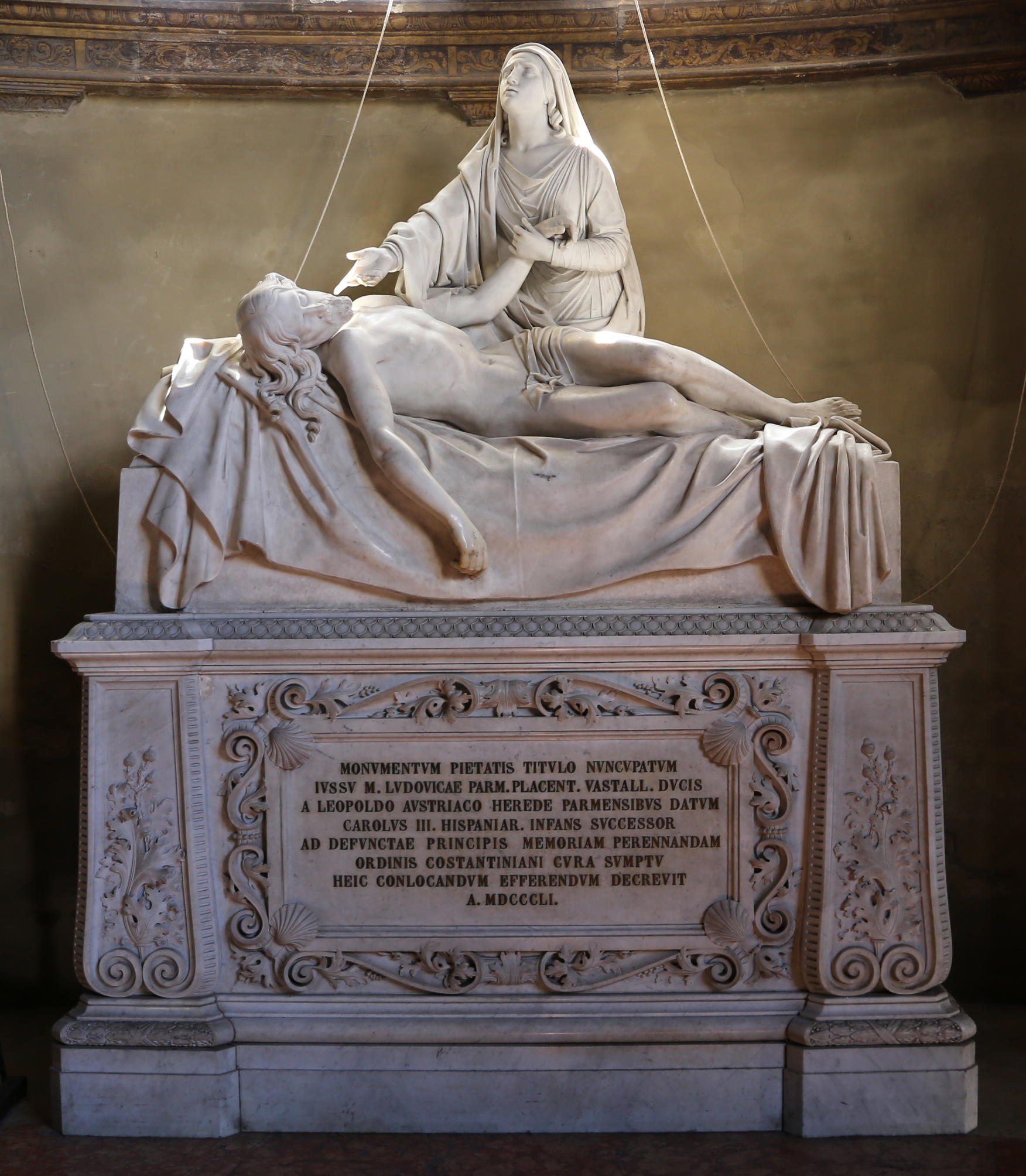
T. Бандини, Дж. Гуасталла, Дж. Карпи. Пьета. Мрамор. 1845—1849

## Захоронения в церкви
В церкви «Стекката» по традиции хоронили многих знатных представителей семьи Фарнезе. В крипте находятся могилы двадцати шести членов семьи Фарнезе, включая Александра Фарнезе, герцога Пармского и его жену инфанту Марию Португальскую. Также более поздние (титульные) герцоги Пармы и Пьяченцы (из Дома Бурбон-Пармских) нашли здесь свое последнее пристанище. В нише находится хрустальная урна с сердцем Карла III, герцога Пармского.
28 августа 2010 года в склепе было похоронено тело Карлоса Гюго, герцога Пармского, бывшего главы Дома Бурбонов-Пармских с 1977 по 2010 год и бывшего мужа принцессы Нидерландов Ирины. 29 сентября 2012 года в церкви крестилась внучка Карлоса Гюго, принцесса Луиза Бурбон-Пармская, второй ребёнок Карлоса, герцога Пармского.
В 2021 году здесь были похоронены принцесса Мария Тереза Бурбон-Пармская и принцесса Сесиль Мария Бурбон-Пармская.

## Список захоронений
Дом Фарнезе
- Герцог Оттавио I Фарнезе (1524—1586), второй герцог Пармы и Пьяченцы;
- Герцог Александр I Фарнезе (1545—1592), третий герцог Пармы и Пьяченцы;
- Инфанта Мария Португальская (1538—1577), жена Александра Фарнезе, супруги наследной принцессы Пармы и Пьяченцы;
- Принцесса Маргарита Фарнезе (1567—1643), дочь Александра I Фарнезе, принцесса Пармы и Пьяченцы; Наследная принцесса Мантуи по браку;
- Герцог Рануччо I Фарнезе (1569—1622), четвёртый герцог Пармы и Пьяченцы;
- Принцесса Маргарита Альдобрандини (1588—1646), жена Рануччо I Фарнезе, супруги герцогини Пармы и Пьяченцы;
- Герцог Одоардо I Фарнезе (1612—1646), пятый герцог Пармы и Пьяченцы;
- Принцесса Маргарита Медичи Тосканская (1612—1679), жена Одоардо I Фарнезе, супруги герцогини Пармы и Пьяченцы;
- Герцог Рануччо II Фарнезе (1630—1694), шестой герцог Пармы и Пьяченцы;
- Принцесса Маргарет Иоланда Савойская (1635—1663), первая жена Рануччо II Фарнезе, супруги герцогини Пармы и Пьяченцы;
- Принцесса Изабелла д’Эсте Модена (1635—1666), вторая жена Рануччо II Фарнезе, супруги герцогини Пармы и Пьяченцы;
- Принцесса Мария д’Эсте Модена (1644—1684), третья жена Рануччо II Фарнезе, супруги герцогини Пармы и Пьяченцы;
- Принц Пьетро Фарнезе (1639—1677), сын Одоардо I Фарнезе, принца Пармы и Пьяченцы;
- Принцесса Маргарита Мария Фарнезе (1664—1718), дочь Рануччо II Фарнезе, принцессы Пармы и Пьяченцы; Супруга герцогини Модены и Реджо по браку;
- Принц Одоардо Фарнезе (1666—1693), сын Рануччо II Фарнезе, наследного принца Пармы и Пьяченцы;
- Графиня Палатин Доротея Софи Нойбургская (1670—1748), жена наследного принца Одоардо Фарнезе, супруга наследной принцессы Пармы и Пьяченцы; она снова вышла замуж за герцога Франческо I Фарнезе, супругу герцогини Пармы и Пьяченцы;
- Принц Александр Игнацио Фарнезе (1691—1693), сын наследного принца Одоардо Фарнезе, принца Пармы и Пьяченцы;
- Принцесса Виттория Фарнезе (1672—1672), дочь Рануччо II Фарнезе, принцессы Пармы и Пьяченцы;
- Принцесса Катерина Фарнезе (1672—1672), дочь Рануччо II Фарнезе и близнец Виттории Фарнезе, принцессы Пармы и Пьяченцы;
- Принцесса Элеонора Фарнезе (1675—1675), дочь Рануччо II Фарнезе, принцессы Пармы и Пьяченцы;
- Герцог Франческо I Фарнезе (1678—1727), седьмой герцог Пармы и Пьяченцы;
- Герцог Антонио I Фарнезе (1679—1731), восьмой герцог Пармы и Пьяченцы;

Дом Бурбон-Пармский
- Герцог Филипп I Пармский (1720—1765), двенадцатый герцог Пармы и Пьяченцы, первый герцог Гуасталла;
- Принц Филипп Мария Пармский (1783—1786), сын герцога Фердинанда I Пармского, принца Пармы, Пьяченцы и Гуасталлы;
- Принцесса Мария Антониетта Луиза Пармская (1784—1785), дочь герцога Фердинанда I Пармского, принцесса Пармы, Пьяченцы и Гуасталлы;
- Принцесса Мария Луиза Пармская (1787—1789), дочь герцога Фердинанда I Пармского, принцесса Пармы, Пьяченцы и Гуасталлы;
- Принцесса Мария Энрикетта Пармская (1788—1799), дочь герцога Фердинанда I Пармского, принцесса Пармы, Пьяченцы и Гуасталлы;
- Герцог Карл III Пармский (1823—1854), шестнадцатый герцог Пармы и Пьяченцы;
- Герцог Пармы Карлос IV (1930—2010), двадцать третий герцог Пармы и Пьяченцы (титульный);
- Принцесса Мария Тереза Пармская (1933—2020), сестра Карлоса IV, принцессы Пармы и Пьяченцы;
- Принцесса Сесиль Мария Пармская (1935—2021), сестра Карлоса IV, принцессы Пармы и Пьяченцы.